# 킹스 필드
킹스 필드(일본어: キングスフィールド, 영어: King's Field)는 프롬소프트웨어가 개발한 롤플레잉 게임 시리즈이다.
지금까지 시리즈로서 정규작 4개, 외전작 '애디셔널' 2개, 킹스 필드풍 RPG 작성 소프트 '소드 오브 문라이트'의 총 7개 작품이 제작되었다.

## 시리즈 목록
| 1994 | 킹스 필드                               |
| 1995 | 킹스 필드 II                            |
| 1996 | 킹스 필드 III                           |
| 1997 |                                         |
| 1998 |                                         |
| 1999 |                                         |
| 2000 | 소드 오브 문라이트: 킹스 필드 메이킹 툴 |
| 2001 | 킹스 필드 IV                            |
| 2002 |                                         |
| 2003 |                                         |
| 2004 |                                         |
| 2005 |                                         |
| 2006 | 킹스 필드: 애디셔널 I                   |
| 2006 | 킹스 필드: 애디셔널 II                  |